# アーダルベルト・フォン・ブレドウ
フリードリヒ・ヴィルヘルム・アーダルベルト・フォン・ブレドウ（ドイツ語: Friedrich William Adalbert von Bredow、1814年5月24日 - 1890年3月3日）は、プロイセン王国の軍人。最終階級は陸軍中将。普仏戦争にて「死の騎行」と呼ばれる騎兵突撃を敢行し、近代戦における騎兵史上数少ない勝利を収めた事で知られる。

## 略歴
ハーフェルラント郡フリーザック出身。父はフリードリヒ・フィリップ・レオポルド・フォン・ブレドウ少佐。
ポツダム及びベルリンの士官学校卒業後、1832年2月、軍曹任官、ポツダムの近衛驃騎兵連隊の所属となる。49年より大隊長を拝命、同年エリーゼ・ツェツィーリエ・キューネと結婚。56年少佐に昇進、第1竜騎兵連隊附。57年第3驃騎兵連隊附、1859年、第4竜騎兵連隊長。普墺戦争では大佐としてアドルフ・フォン・ボニン率いる第1軍団隷下の第2騎兵旅団長。トルトノフ、ケーニヒグレーツの戦いに参加。戦後、少将に昇進し第7騎兵旅団長。

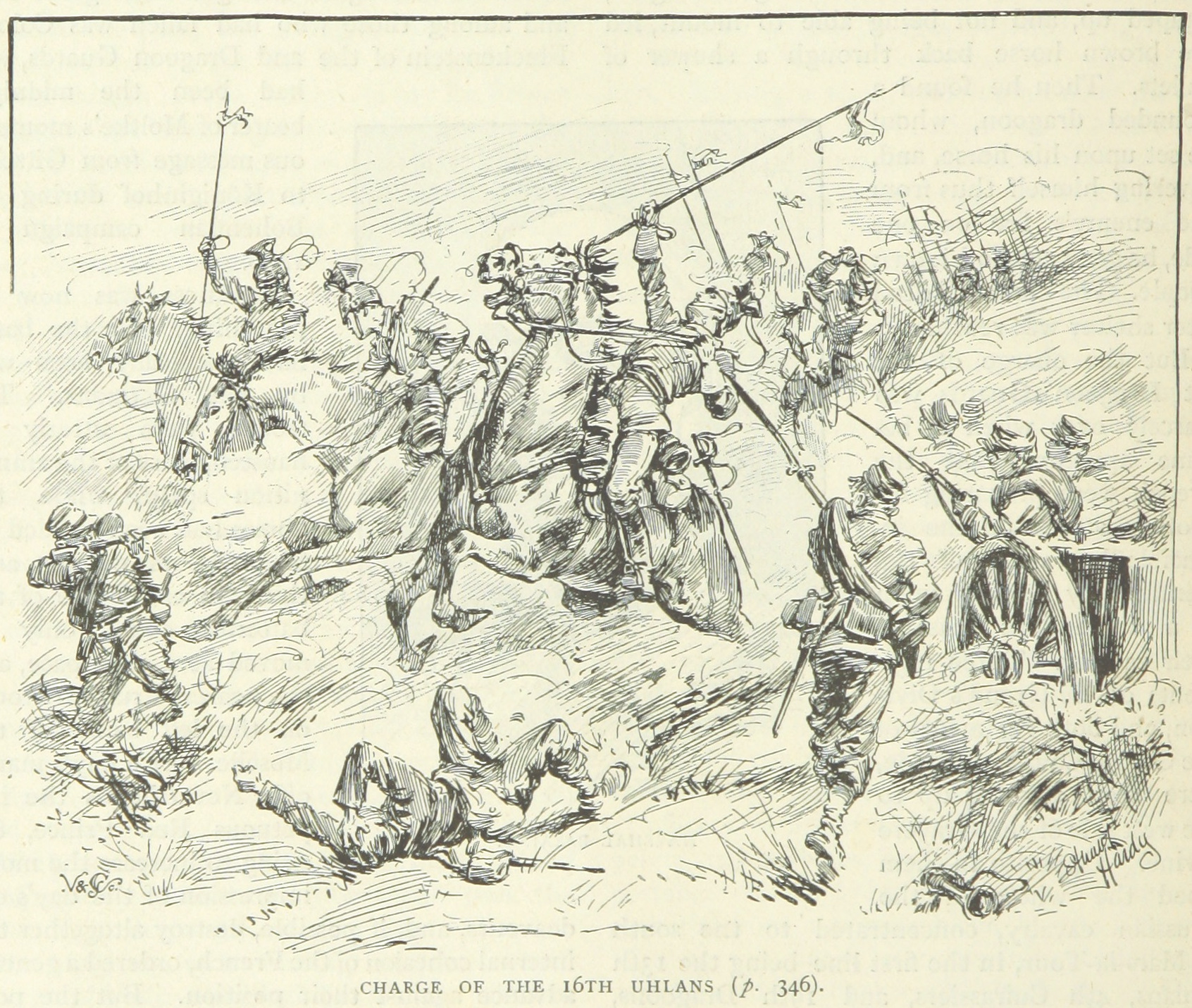
突撃するブレドウ旅団隷下第16槍騎兵連隊

1870年の普仏戦争ではコンスタンティン・フォン・アルフェンスレーベン大将率いる第3軍団の騎兵第5師団（師団長・アルベルト・フォン・ラインバーベン中将）隷下第12騎兵旅団長として参戦。同旅団は第7胸甲騎兵「フォン・ザイドリッツ」連隊（連隊長代理マクシミリアン・グラーフ・フォン・シュメットウ少佐）、第13竜騎兵「シュレスヴィヒ＝ホルシュタイン」連隊（連隊長グスタフ・カール・シルヴェスター・フォン・ブラウヒッチュ大佐）、第16槍騎兵「アルトマルク」連隊（連隊長ベルンハルト・ルートヴィヒ・エドゥアルド・フォン・デア・ドレン少佐）から構成されていた。
8月16日、マルス＝ラ＝トゥールの戦いに参加したブレドウは、ブランジー＝トロンヴィル郊外に旅団を展開させ仏軍と対峙していたが、左翼に展開するフランソワ・セルテーヌ・ド＝カンロベル元帥率いるフランス軍第6軍団が攻勢に転ぜんとの意図あり、また左翼最前線に立つ普第6師団は敵砲兵部隊より攻撃を受けていた。午後2時、ブレドウはユリウス・フォン・フォークツ＝レッツ軍団参謀長を通じて軍団長よりルゾンヴィル北西高地に展開する敵の砲兵部隊を沈黙させ、友軍第6師団を救援するべく第7胸甲騎兵および第16槍騎兵の2個連隊、計804騎を以ての突撃を命じられる。この「死の騎行」で半数近くを失う犠牲を払ったものの、出鼻で不意打ちを食らったフランス軍将兵の戦意は大きく挫かれ、また追撃に向かった4倍規模の敵騎兵2個師団は追撃に失敗した。
この突撃は、戦術家たちに騎兵の有用性を再確認せしめることとなった。
1871年1月中将に昇進、戦後第18歩兵師団長。また1873年12月10日、功績により1等赤鷲勲章を受章。
詩人テオドール・フォンターネは「マルス＝ラ＝トゥールのブレドウ」と評し、また日本でも1905年に山本盛重騎兵少尉（陸士16期卒、大正8年大尉予備役編入後は学習院馬術教官となりロス五輪にも出場）作詞の軍歌「ブレドウ旅団の襲撃」が作られた。
1890年、自宅にて死去。享年75。